# Ras al-Khaimah (ciudad)
Ras al Jaima (árabe: رَأْس ٱلْخَيْمَة) es una ciudad de los Emiratos Árabes Unidos, capital del emirato de Ras al-Khaimah. Está situado en el Golfo Pérsico, en el extremo norte del desierto de Rub al-Jali, entre las montañas y el mar. La gobernación de Musandam, que es un enclave de Omán, se encuentra a unos veinte kilómetros al noreste de la ciudad.
Construido alrededor de un puerto natural (o khor), que se separa en dos distritos: el antiguo Ras al-Jaima y Najeel, que tiene una población de 120.347 habitantes en el año 2010, el 60% de la población del emirato.
Ras al-Khaimah es un destino turístico de rápido crecimiento, enfocado en vacaciones de sol y arena y también en el turismo de aventura, debido a sus montañas, que cuentan con la tirolesa más larga del mundo, Jebel Jais Flight y Jais Adventure Peak. Cuenta con hoteles 5 estrellas y resorts de playa, tales como el Waldorf Astoria Ras al- Khaimah, Ritz-Carlton Al Wadi y Beach resorts, Cove Rotana y varios hoteles Hilton. En 2018 y 2019, la ciudad fue sede de la Arabian Hotel Investment Conference.
Transporte

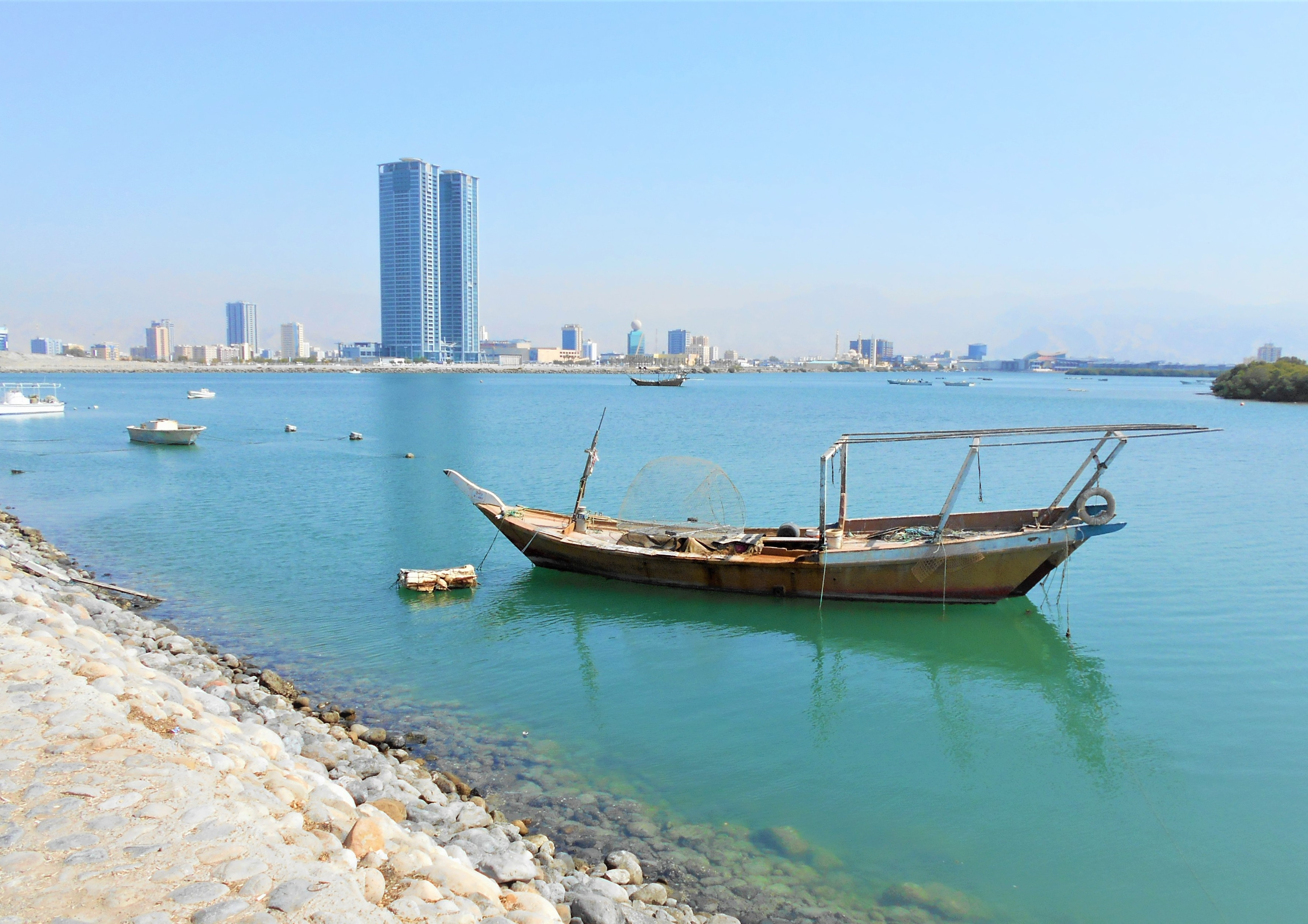
Un dhow (embarcación típica de las costas de la península arábiga), anclado frente a la RAK Corniche.

El puerto de Saqr, en el área industrial de Khor Khwair, es el puerto principal del emirato de Ras al-Khaimah y el puerto de manejo de granel más grande de Medio Oriente. Tiene 8 literas en aguas profundas, cada una de 200 m de largo, se draga a 12,2 m y tiene dos rampas "ro-ro" más literas especializadas para el manejo de cemento y áridos a granel. Otros servicios incluyen manejo de barcos, cambios de tripulación y área de almacenamiento abierta. Es el puerto de los Emiratos Árabes más cercano a Irán.
El Aeropuerto Internacional Ras Al Khaimah (RKT), a 18 kilómetros al sur de la ciudad, ofrece servicios de carga y pasajeros a varios destinos que de Medio Oriente, norte y este de África, Asia Central,  Subcontinente Indio y Europa (Luxemburgo). Sirve como base de la aerolínea de bajo costo Air Arabia y, desde 2019, recibe vuelos de la aerolínea Pegasus desde Estambul (Turquía). SpiceJet, la segunda aerolínea más grande de India, anunció en 2019 que traerá vuelos desde Nueva Delhi, siendo RAK su primer destino fuera de India.
Deportes
Ras al-Khaimah sólo cuenta con un equipo en la Primera División del fútbol emiratí: el Emirates Club, fundado en 1969 por la fusión de los equipos Omán y Al Qadisiya y con sede en el Emirates Club Stadium (aforo para 10.000 espectadores); Emirates Club no ha salido campeón de Liga, pero sí de la Copa Presidente y de la Supercopa de Emiratos Árabes, ambos en 2010, y de 2.ª división (5 veces). Otro equipos del emirato son Al Rams (campeón en 2.ª en 1976 y 1981) y Ras Al Khaimah Club (campeón en 2.ª en 1987).